# Vall de l'Orcia
La vall de l'Orcia és una àmplia vall situada a la província de Siena, a la Toscana, al nord-est de monte Amiata i prop de la frontera amb Umbria.Travessada pel riu Orcia pel centre, que li dona el nom, es caracteritza pels paisatges agradables i variats centres de paisatge medieval, dos d'aquests molt coneguts, com Montalcino i Pienza.
La vall és també un important parc natural, artístic i cultural, i des del 2 de juliol del 2004 va ser reconegut per la UNESCO Patrimoni de la Humanitat, per l'excel·lent estat de conservació del paisatge, que ha tingut una important influència en molts artistes del Renaixement.
Els municipis que formen part de la vall d'Orcia són Castiglione d'Orcia, Montalcino, Pienza, Radicofani i Sant Quirico d'Orcia. Altres ciutats en són Monticchiello, Bagno Vignoni, Rocca d'Orcia, Campiglio d'Orcia i Bagni San Filippo. Moltes cases d'agroturisme, cases rurals i castells amb torres es dispersen en el tranquil paisatge.
Es caracteritza pel xiprer, aliments i begudes típiques, il pecorino di Pienza, el brunello di Montalcino i la nova denominació de DOQ Orcia.

## Patrimoni de la Humanitat
- Criteri (iv): la vall d'Orcia és un reflex excepcional de la manera en què el paisatge va ser reescrit en els temps renaixentistes, que reflecteix els ideals del bon govern, i per crear unes imatges atractives estèticament.

- Criteri (vi): el paisatge de la vall d'Orcia va ser celebrat pels pintors de l'escola de Siena, que van florir durant el Renaixement. Imatges de la vall d'Orcia, i representacions de paisatges, particularment en què les persones estan representades vivint en harmonia amb la natura, s'han convertit en icones del Renaixement i han influït profundament en el desenvolupament del pensament paisatgístic.

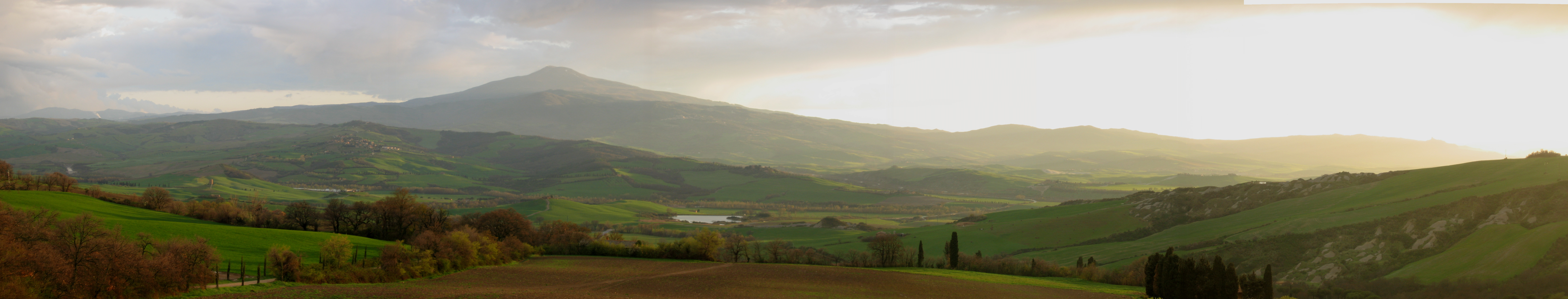
Vall de l'Orcia vista des de la Foce